# Cañada Rosal
Cañada Rosal ist eine Gemeinde in der Provinz Sevilla in Spanien mit 3.410 Einwohnern (Stand: 2024). Sie liegt in der Comarca Écija in Andalusien. 

## Geografie
Cañada Rosal grenzt an Écija, La Luisiana und Palma del Río.

## Geschichte
Die Siedlung wurde im Jahre 1768, während der Herrschaft von Karl III. gegründet, um diese Region zu besiedeln und das Banditentum in der Sierra Morena zu bekämpfen. Viele der Siedler kamen aus dem Heiligen Römischen Reich, starben aber häufig nach kurzer Zeit an Krankheiten. An deren Stelle wurde die neue Siedlung von Einwohnern von Écija, Fuentes de Andalucía und La Campana besiedelt.